# Rosalyn Higgins
Rosalyn Higgins (Londres, Reino Unido, 2 de junio de 1937) fue presidenta de la Corte Internacional de Justicia, con sede en La Haya, Países Bajos. Fue la primera mujer miembro del tribunal que preside desde el 6 de febrero de 2006 hasta el mismo día del año 2009. Nacida como Rosalyn Cohen, contrajo matrimonio con Terence Langley Higgins (miembro del gabinete en la sombra en la Cámara de los Lores).
Forma parte de la CIJ desde el 12 de julio de 1995, y fue reelegida en febrero del año 2000. Estudió en la Universidad de Cambridge (donde se licenció y realizó un master en Leyes) y en la Universidad de Yale (donde se doctoró). Miembro del Real Instituto de Asuntos Internacionales entre 1963 y 1974, ejerció la docencia en el London School of Economics y la Universidad de Kent. Ejerció como "barrister" desde 1981, y fue designada como Abogado de la Reina (Queen's Counsel) en 1986.